# Баннинг Кок, Франс
Франс Баннинг Кок (нидерл. Frans Banning Cocq; 1605, Амстердам — 1655, Амстердам) — бургомистр Амстердама в середине XVII века. Больше всего он известен как центральная фигура шедевра «Ночной дозор» Рембрандта.

## Биография
Франс был сыном Яна Янса Кока, иммигранта из Бремена, местного фармацевта с улицы Вармусстрат и Лисбет Франс (Баннинг). Он был крещён 27 февраля 1605 года в близлежащей Ауде керк. Поскольку его родители не были женаты, это вызвало скандал, но 17 сентября того же года они отправились в ратушу, чтобы зарегистрировать брак. Оба были связаны родственными узами с Корнелисом Хофтом. Франс, у которого предположительно был глухой брат, изучал право в Пуатье и Бурже в период с 1625 по 1627 год. По возвращении в Амстердам он стал капитаном милиции. В 1630 году он женился на Марии Оверландер ван Пурмерланд, единственной дочери Волкерта Оверландера, торговца и одного из основателей Голландской Ост-Индской Компании, бывшего несколько раз бургомистром в Амстердаме. Когда его тесть умер, Баннинг Кок унаследовал его собственность, в том числе дом канала, замок Илпенстейн к северу от Амстердама вместе с титулом поместного владельца Пурмерланда и Илпендама. Баннинг Кок украсил главный зал портретами предков его жены. Детей у супругов не было.
Приблизительно в 1630 году Франс (будучи на тот момент шеффеном) унаследовал членство своего тестя в городском совете. В 1651 году он был назначен бургомистром Амстердама. Он был советником своих сводных братьев Корнелиса и Андриса де Граффов. В 1653 году он был переизбран.

Франс Баннинг Кок (в чёрном с красной перевязью) — центральная фигура «Ночного дозора» Рембрандта.

В наши дни Баннинг Кок известен, прежде всего, благодаря картине, заказанной в 1638 году у Рембрандта ван Рейна, на которой изображён Кок и его рота городской гвардии. Хотя она и называется «Ночной дозор», это не оригинальное название. В то время картинам, как правило, не давали названий, но если бы оно действительно было, более правильным было бы: «Отряд капитана Франса Баннинга Кока и лейтенанта Виллема ван Рёйтенбюрха». Картина имеет огромный размер: примерно 3,35 м × 4,26 м.

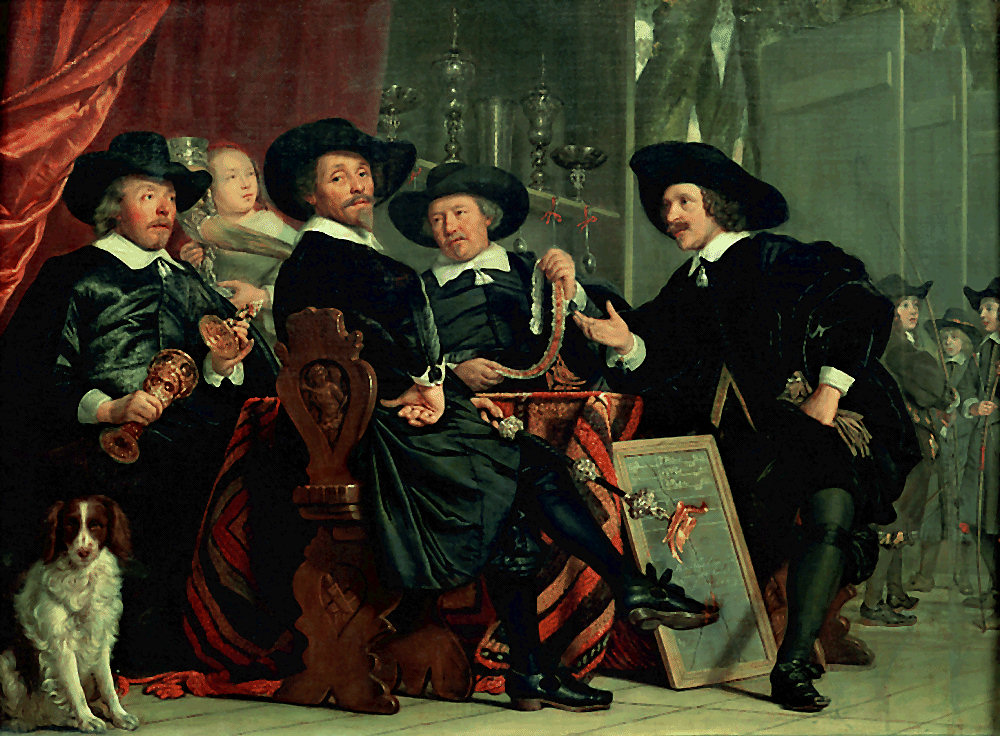
Лучники городской гвардии Амстердама, Бартоломеус ван дер Хелст. Кок слева.

Баннинг Кок также фигурирует на портрете Бартоломеуса ван дер Хелста «Командиры лучников городской гвардии» (1653), теперь в Амстердамском историческом музее.
Баннинг Кок был похоронен 6 января 1655 года; его часовня находится в Ауде Керк.

## Внешние ссылки
- Медиафайлы по теме Баннинг Кок, Франс на Викискладе
- Marriage portraits of Frans Banning Cocq and his wife Maria Overlander by an unknown painter